# 遊佐續光
遊佐續光（ゆさ つぐみつ，？—1581年7月27日(? － 天正9年6月27日））日本戰國時代、安土桃山時代的人物。能登畠山氏的家臣，畠山七人眾之一，也是遊佐氏的當家。

## 生平
天文22年（1553年），與同是七人眾的溫井總貞爭奪畠山家中的主導權。在大槻一宮之戰中敗北逃往加賀國。
弘治元年（1555年），在溫井總貞遭到畠山義綱的誅殺之後才回來再當重臣。之後掌握畠山家中實權。
永祿9年（1566年），將畠山義續、義綱父子放逐到國外，並擁立義綱之子義慶為傀儡。
元龜5年（1574年），義慶突然死亡，有遭到續光暗殺的一説。
當織田信長的勢力延伸到能登地區時，親織田派的重臣代表長續連勢力抬頭。因此親上杉派的續光一時失去了主導權。
天正5年（1577年），當越後的上杉謙信進攻能登時成為內應，並殺害長續連一族，降伏上杉後完全掌握能登的支配權。
但是在謙信死後、織田軍再次攻入能登地區，續光之子遊佐盛光為了保命而投降信長，信長以殺害長續連一族之罪將續光父子處極刑（信長公記）。